# Glaciació del Quaternari

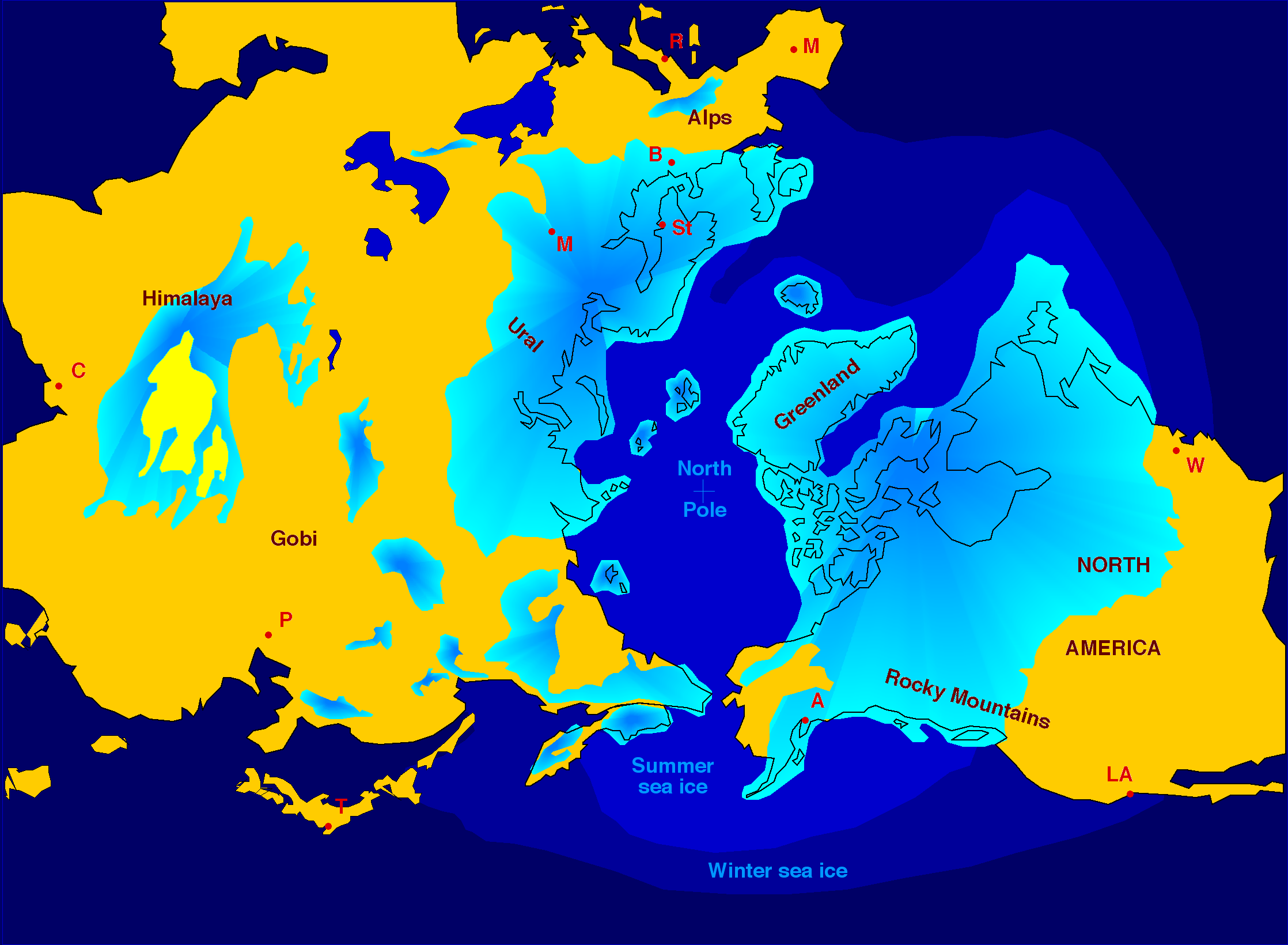
L'hemisferi nord durant el Darrer Màxim Glacial. La formació de capes de gel de 3 a 4 km de gruix equivalen a un descens global del nivell del mar d'uns 120 m

La glaciació del Quaternari, també coneguda com a glaciació del Plistocè o edat de gel actual, designa una sèrie d'esdeveniments glacials separats per períodes interglacials que es van produir durant el període Quaternari, des de fa 2,58 milions d'anys fins al present. Durant aquest període, es van expandir les capes de gel a partir sobretot de l'Antàrtida i Groenlàndia, i en molts altres llocs es van produir capes gelades fluctuants, com la capa de gel laurentina. Els principals efectes d'una era de gel són l'erosió i la deposició de residus sobre grans extensions de terra, la modificació de la xarxa fluvial, la creació de milions de llacs, canvis en el nivell del mar, el desenvolupament de llacs pluvials lluny de les ribes de la mar, ajust isostàtic de l'escorça terrestre i vents excepcionals. Afecta oceans, inundacions i comunitats biològiques. Les pròpies capes de gel, en elevar l'albedo, tenen un important efecte en el refredament del clima.

## Descobriment
La glaciació quaternària va ser la primera edat de gel demostrada per la geologia, i que amb ella va provar ja al segle xviii que aquests canvis climàtics eren possibles.
Al llarg del segle passat, les exhaustives observacions sobre el terreny han proporcionat evidències que glaceres continentals van cobrir grans zones d'Europa, Amèrica del Nord i Sibèria. Després de diversos anys de treball, centenars de geòlegs van realitzar mapes d'elements glacials en els quals es detalla la ubicació i orientació de drumlins, eskers, morrenes, estriacions i canals de corrents glacials. Aquests mapes van mostrar l'extensió de les capes de gel, la direcció del flux i la ubicació de canals d'aigües de desglaç, el que va permetre que els científics desxifressin la història dels nombrosos avenços i retirades del gel. Fins i tot abans que la teoria de la glaciació mundial fos acceptada de forma generalitzada, molts observadors van reconèixer que s'havien produït més d'un avanç i retirada dels gels.
Des de llavors s'han identificat altres edats de gel més antigues.

## Descripció
La glaciació quaternària és l'última de les cinc glaciacions conegudes durant la història de la Terra. Les altres quatre són la glaciació Huroniana, la criogeniana, l'Andina-Sahariana i la Karoo.
Durant el període Quaternari, el volum total de gel, el nivell del mar i la temperatura global han fluctuat, com evidencien els  testimonis de gel dels últims 800.000 anys i els sediments marins de períodes anteriors. Al llarg dels passats 740.000 anys hi ha hagut vuit cicles glacials. El període Quaternari al complet, que va començar fa 2,58 milions d'anys, es considera una glaciació per la permanència d'almenys una gran capa de gel, l'antàrtica. No és clar quina part de Groenlàndia estava coberta de gel durant els períodes interglacials anteriors. Durant els episodis més freds -anomenats períodes glacials - també van existir grans capes de gel d'un gruix d'almenys 4 km a Europa, Amèrica del Nord i Sibèria. Els intervals més curts i càlids entre glaciacions es diuen interglacials.

Gràfic de la temperatura (blau), CO₂ (verd) i pols (roig) reconstruït a partir de testimonis de gel de la Base Vostok per als darrers 420.000 anys

Actualment, la Terra es troba en un període interglacial, que va marcar el començament de l'Holocè. Aquest interglacial va començar entre 10.000 i 15.000 anys enrere, causant que les capes de gel del últim període glacial comencessin a desaparèixer. Encara existeixen romanents d'aquests glaceres, que ara ocupen el 10% de la superfície terrestre, a Groenlàndia, l'Antàrtida i diverses regions muntanyoses. El retrocés de les glaceres des de 1850 ha estat sobretot a conseqüència de l'escalfament del sistema climàtic per causes humanes durant aquest període.
Durant els períodes glacials, l'actual sistema hidrològic va quedar totalment interromput en grans àrees del món i considerablement modificat en unes altres. A causa del volum de gel a la Terra, el nivell del mar era uns 120 metres més baix que en el present.
Avui hi ha moltes evidències que durant l'era glacial es van produir nombrosos períodes d'augment i disminució de glaceres continentals. Els períodes interglacials de clima suau estan representats en perfils de sòl, llits de torba i dipòsits en els llacs i corrents que separen els dipòsits no estratificats de detritus glacials.

## Causes
Fins ara no s'ha proposat una teoria totalment satisfactòria que expliqui la història de les glaciacions terrestres. La causa d'una glaciació pot estar relacionada amb diversos factors que es produeixen de forma simultània, com els cicles astronòmics, la composició atmosfèrica, la tectònica de plaques i els corrents marins.

## Efectes
La presència de tant de gel en els continents va tenir un profund efecte sobre pràcticament tots els aspectes del sistema hidrològic de la Terra. Els efectes més evidents són els espectaculars paisatges muntanyencs que es formen amb l'erosió glacial i amb les deposicions. Paisatges completament nous que cobreixen milions de km² es van formar en un període relativament curt de temps geològic. A més, les vastes masses de gel glacial van afectar la Terra molt més enllà dels marges glacials. Directament o indirectament, els efectes de la glaciació es van deixar sentir a tot arreu del món.